# Le Foron
Pour les articles homonymes, voir Foron.
 (décembre 2015).
Si vous disposez d'ouvrages ou d'articles de référence ou si vous connaissez des sites web de qualité traitant du thème abordé ici, merci de compléter l'article en donnant les références utiles à sa vérifiabilité et en les liant à la section « Notes et références ».
Le Foron est un périodique satirique français se définissant tour à tour comme le « mensuel local du Chablais » et le « canard du Léman » (dans l'esprit du Canard enchaîné). Il fut édité à Sciez-sur-Léman de 1997 à 1999 par l'association Le Foron de Sciez. Son titre fait référence à la rivière lémanique qui traverse la commune, cette dernière ayant pour devise « Foron, point ne me rompt ». Se voulant le successeur du journal Le Pic, il a cessé de paraître après 26 numéros, salué par ses confrères Le Faucigny de Bonneville et Le Courrier savoyard d'Annecy.

## Zone de diffusion
Ouest-Chablais : Saint-Gingolph, Évian-les-Bains, Publier, Thonon-les-Bains, Cervens, Allinges, Orcier, Machilly, Sciez, Douvaine, Perrignier, Margencel et Meillerie.

## Supplément BD
Dès le numéro 19 (1998), il publie un supplément de bande dessinée intitulé Indgindu, reprenant ainsi un « fanzine international d'informations sur la BD » créé en 1994. Ce dernier a publié des dossiers et interviews sur des personnalités œuvrant dans le monde du Neuvième art : Raoul Cauvin, Ernst, Midam, Batem, Stéphane Steeman ou encore André Franquin.